# Lil B (rapper)
Brandon Christopher McCartney (Berkeley, Califórnia — 17 de agosto de 1989), conhecido pelo seu nome artístico Lil B, ou simplesmente por BasedGod, é um rapper norte-americano, produtor musical, autor, palestrante e ativista. Ele gravou tanto solo quanto com o grupo de Bay Area The Pack. Seu trabalho solo abrange vários gêneros, incluindo hip hop, new age, jazz, indie rock e música coral. Ele descreve seu trabalho como “baseado”, termo que denota um estilo de vida de positividade e tolerância; e é conhecido por seu uso extensivo de mídia social para construir um seguidor de culto.

## Início da vida
McCartney nasceu em 17 de agosto de 1989, em Berkeley, Califórnia, e cursou o ensino médio em Albany High School em Albany. Ele adotou o nome Lil B e começou a fazer rap aos 15 anos com o grupo de hip hop baseado na Baía de São Francisco The Pack. Depois de duas mixtapes de sucesso local, no auge do movimento hyphy da Bay Area, a música "Vans" se tornou um sucesso surpresa. A música foi classificada como a quinta melhor de 2006 pela revista Rolling Stone. A força de "Vans" levou o grupo a lançar o EP Skateboards 2 Scrapers, apresentando um remix de "Vans" com os rappers de Bay Area Too $hort e Mistah F.A.B. Em 2007, McCartney e The Pack lançaram seu primeiro álbum, Based Boys.

## Carreira

### 2009–2010: sucesso solo e colaborações
Em 24 de setembro de 2009, McCartney lançou seu primeiro álbum, "I'm Thraxx", através da gravadora independente Permanent Marks. Em 22 de dezembro de 2009, McCartney lançou seu segundo álbum digital, "6 Kiss'", para a recepção da crítica. Em 25 de março de 2010, McCartney lançou sua primeira mixtape "Dior Paint". Em 3 de abril de 2010, McCartney assinou oficialmente com a Soulja Boys SODMG Entertainment. Em 7 de maio de 2010, McCartney lançou uma mixtape intitulada "Base World Pt. 1". Em 5 de julho de 2010, McCartney lançou uma colaboração mixtape com a Soulja Boy intitulada Pretty Boy Millionaires. McCartney tinha gravado mais de 1.500 faixas a partir de julho de 2010, incluindo hits como "Like A Martian", "Wonton Soup", "Pretty Bitch", "I'm God", todos os quais foram lançados gratuitamente. Em 21 de setembro de 2010, McCartney lançou seu álbum de estúdio de estreia, "Rain in England", através da Weird Forest Records; ele foi descrito por "The Guardian" como "um conjunto beatless, estilo de poesia Beat, onde McCartney, voz a-quiver com seriedade, medita sobre amor, beleza e todas as coisas ruins do mundo sobre naïf new-age synth washes".

### 2010–presente: Mixtapes

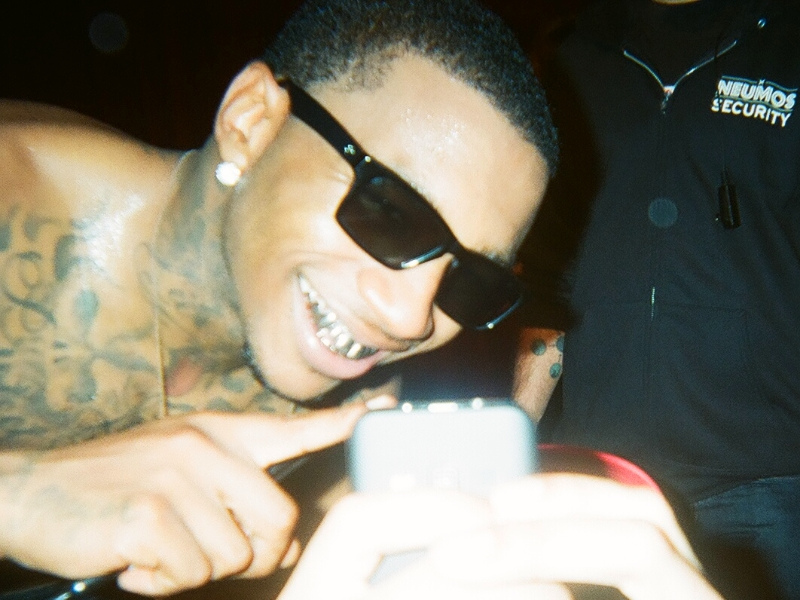
McCartney em 2012

Em 29 de dezembro de 2010, foi anunciado e confirmado que McCartney assinou um contrato com a Amalgam Digital. Em 10 de julho de 2011, McCartney lançou o EP "Paint", através de sua gravadora BasedWorld Records.
Em 18 de janeiro de 2011, McCartney lançou seu quarto álbum digital intitulado "Angels Exodus", através da Amalgam Digital. Em 14 de abril de 2011, McCartney anunciou que seu próximo álbum seria intitulado "I'm Gay", o que causou um grau de controvérsia. Em 29 de junho de 2011, McCartney lançou seu quinto álbum digital, "I'm Gay (I’m Happy)", através da Amalgam Digital; o álbum entrou na Billboard R&B / Hip-hop Albums no número 56 e na Heatseeker Albums no número 20 para a semana de 16 de julho de 2011.
Em 17 de maio de 2012, McCartney lançou seu primeiro álbum instrumental, "Choices and Flowers", sob o nome "The Basedgod". Em 16 de setembro de 2012, McCartney lançou um single chamado "California Boy". Em 30 de dezembro de 2012, McCartney lançou seu segundo álbum instrumental intitulado "Tears 4 God", também sob o alias "The Basedgod".
Em 24 de dezembro de 2013, McCartney lançou uma mixtape "05 Fuck Em", que contém 101 músicas. Em 1 de junho de 2014, McCartney lançou uma mixtape intitulada "Hoop Life", que seria conhecida por conter uma faixa intitulada "F*ck KD" que chamou a atenção do jogador NBA Kevin Durant. Em 14 de outubro de 2014, McCartney lançou uma mixtape "Ultimate Bitch", com uma canção "No Black Person Is Ugly". Em 19 de julho de 2015, McCartney e Chance the Rapper anunciaram que gravaram uma nova mixtape colaborativa.
Em 17 de agosto de 2017, McCartney lançou "Black Ken", descrevendo-o como sua "primeira mixtape oficial". A mixtape atingiu o número 24 na Top Heatseekers e o número 44 na Independent Albums na semana de 2 de setembro de 2017.

## Estilo Musical

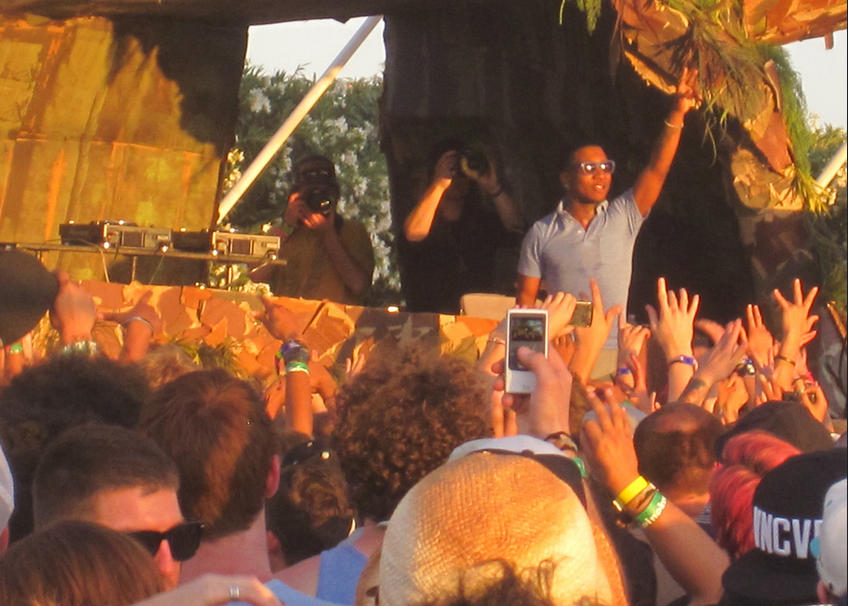
McCartney no festival de música Coachella em 2011

McCartney e críticos de música referem-se ao seu estilo de rap como "baseado", uma palavra que McCartney também usa para descrever um estilo de vida positivo e tolerante. "Based" é uma palavra reclamada, como descrito por McCartney em Complex:
Baseado significa ser você mesmo. Não ter medo do que as pessoas pensam de você. Não ter medo de fazer o que quiseres fazer. Ser positivo. Quando eu era mais jovem, baseado era um termo negativo que significava como viciado em drogas, ou basehead. As pessoas costumavam brincar comigo. Elas diziam, "Você está baseado." Elas usavam isso de forma negativa. E o que eu fiz foi transformar o negativo em positivo. Eu comecei a abraçá-lo, dizendo, "Sim, estou baseado." Eu fiz disso algo meu. Eu o coloquei na minha cabeça. Baseado é positivo.

### Técnica de rap
O colunista Jonah Weiner do Slate o rotulou como um de um "crescente número de bizarros emcees", chamando-o de "brilhantemente distorcido, pós-Lil Wayne deconstrucionista da Bay Area". O crítico musical Willy Staley descreveu o trabalho de McCartney como "variado", porque varia de paródias críticas do gênero hip-hop a "metade nova era, metade palavra falada". Ele ainda observa que McCartney tira de uma grande variedade de gêneros, especialmente aqueles que não são comumente usados por outros rappers. Em uma entrevista com Staley, McCartney concorda com essa análise, dizendo, "Eu posso fazer 'Swag OD' mas então meu artista musical favorito agora poderia ser Antony and the Johnsons. Essa é a diferença entre mim e estes outros rappers, e outros artistas musicais em geral."[carece de fontes?]

## Outros empreendimentos

### Autor
"Takin' Over by Imposing the Positive!" é um livro escrito por McCartney e publicado pela Kele Publishing em 2009. O livro é uma coleção de textos escritos na forma de e-mails e mensagens de texto, como se o autor estivesse enviando e-mails ao leitor. Os temas incluem positividade, otimismo e viver o que ele chama de "estilo de vida baseado". O livro foi apresentado em uma palestra sem roteiro na NYU em março de 2012. Em 30 de março de 2013, McCartney anunciou que estava no processo de escrever seu segundo livro.

### Palestrante motivacional
McCartney deu palestras motivacionais em várias faculdades, incluindo MIT e Carnegie Mellon University. Elas geralmente focam em sua experiência pessoal na vida e eventos atuais. Em 28 de maio de 2015, o rapper deu uma palestra na UCLA, onde abordou temas como dinheiro, mídia, tecnologia, espaço, consciência e amor.

### Aplicativos Basedmoji e vegEMOJI
McCartney lançou o aplicativo "Basedmoji" em 16 de janeiro de 2015. Em 17 de janeiro de 2015, McCartney lançou "vegEMOJI", em cooperação com a empresa vegana "Follow Your Heart", Apesar de McCartney ainda não ser um vegano, ele declarou que está reduzindo seu consumo de alimentos processados e que está "vergonhoso de comer carne".

## Brigas

### Joe Budden
Em 2010, uma série de trocas entre McCartney e o Joe Budden foram feitas através do Twitter. Budden parecia estar a falar ridiculamente sobre o movimento "Based" de McCartney e seus tweets, aos quais McCartney respondeu, inicialmente amigável, mas depois com insultos. McCartney continuou a lançar uma faixa diss chamada "T Shirts & Buddens", que foi então apresentado em sua mixtape "Everything Based". McCartney mais tarde se desculpou por seus insultos e observou seu respeito por Budden, chamando-o de "lenda".

### The Game
Em 2011, depois de ouvir um verso de McCartney na mixtape de Lil Wayne "Sorry 4 the Wait'", o rapper Compton Game referiu-se a ele como "o rapper mais cego de todos os tempos". McCartney respondeu chamando The Game de "irrelevante", ao qual Game então ameaçou derrubar McCartney. Game atacou McCartney em seu verso em sua faixa "Martians vs Goblins" com Lil Wayne e Tyler, the Creator, com a linha "Amarre McCartneys até um tanque cheio de propano, brinde, agora veja ele cozinhar". McCartney abordou isso em sua faixa "Tank of Propaine" em sua mixtape "White Flame". Várias semanas depois, os dois resolveram suas diferenças através do Twitter, após o qual McCartney instou os fãs a comprarem o álbum "The R.E.D. Album".

### Joey Bada$$
McCartney insultou a letra da canção "Survival Tactics" do falecido rapper Capital STEEZ, um membro fundador do grupo Pro Era. Nisto, ele fala, "Eles dizem que o trabalho duro paga / Bem, dizer ao BasedGod não desistir de seu dia de trabalho." McCartney respondeu com uma canção intitulada "I'm The Bada". Joey Badass então respondeu com uma canção intitulada "Don't Quit Your Day Job!" apesar de restaurá-lo mais tarde. Em uma entrevista com a WWPR-FM, Joey Badass negou que ele tenha excluído sua conta no Twitter por causa dos fãs de McCartney. Mais tarde, em uma entrevista com a VladTV, Joey admitiu que a disputa foi criada para publicidade, e admitiu ser um fã do trabalho mais sério de McCartney.

### Kevin Durant
Em 2011, a superestrela da NBA Kevin Durant tuitou sua confusão com a popularidade de McCartney, e ele respondeu "cursando" Durant que ele nunca iria ganhar o campeonato da NBA. A maldição tinha sido cancelada em 2012 mas depois restabelecida em 2014. A disputa entre os dois tem se acentuado desde então, resultando em McCartney lançando a faixa "Fuck KD" em 2014 e um anúncio na NBA TV, onde ele chama Kevin Durant. McCartney tem reivindicado a "maldição do Deus Baseado" como sendo responsável pela perda de Durant e de sua equipe Oklahoma City Thunder para os Golden State Warriors na Western Conference Final dos 2016 NBA Playoffs. The Thunder tinha sido 3 jogos para 1 em uma melhor-de-7 série, mas depois passou a perder a série de forma espetacular depois de perder os próximos 3 jogos seguidos. Em 4 de julho de 2016, após o anúncio de Durant deixar o Thunder para os Golden State Warriors, McCartney cancelou a maldição novamente. Durant venceu os Campeonatos da NBA em  2017 e  2018.

### James Harden
Durante a Western Conference Final dos 2015 NBA Playoffs, McCartney começou a questionar a dança de cozinha de James Harden, superestrela da NBA, uma dança supostamente criada por McCartney, que ele tinha feito durante toda a temporada, e tuitou que se ele não receber uma resposta de Harden sobre essa dança, então Harden receberá a "maldição baseada em Deus" semelhante a Kevin Durant. McCartney atribuiu a derrota dos Houston Rockets para os Golden State Warriors com a pontuação de 99–98 no jogo 2, e novamente no jogo 3 com o resultado de 115–80, à maldição. Em 24 de maio de 2015, McCartney anunciou no "TMZ Sports" que ele colocou Harden sob a "maldição baseada em Deus" para o resto dos playoffs e até mais aviso. Em 27 de maio de 2015, McCartney esteve presente na Oracle Arena para o jogo 5, onde os Warriors derrotaram os Rockets com a pontuação de 104–90, tornando-se os campeões da Conferência Ocidental. Além disso, durante este mesmo jogo, Harden estabeleceu um recorde de 13 turnovers, encorajando McCartney a considerar publicamente levantar a maldição. Em 4 de junho de 2017, McCartney anunciou em uma gravação ao vivo de " First Take" que ele levantou a maldição de Harden.

### A Boogie wit da Hoodie e PnB Rock
No festival Rolling Loud Bay Area de 2017, McCartney foi forçado a cancelar sua apresentação devido a uma alegada altercação nos bastidores com A Boogie wit da Hoodie. Ao subir ao palco para anunciar o cancelamento de sua apresentação, ele disse à multidão que foi atacado por "A Boogie e toda a sua equipe" e que seu equipamento também foi roubado, atribuindo o evento à sua crítica ao hip hop de Nova York em um tweet recente. Posteriormente, surgiram imagens da altercação e os fãs de McCartney imediatamente expressaram indignação nas redes sociais. Testemunhas nos bastidores também acusaram PnB Rock de estar envolvido no ataque. Apesar do incidente, McCartney manteve uma postura positiva e até instou seus apoiadores a perdoar A Boogie mais tarde naquele dia no Twitter.
O incidente gerou imediatamente uma onda de apoio a McCartney por parte dos fãs e de outras figuras da indústria musical. Schoolboy Q e Travis Scott, outros artistas que se apresentaram no festival, expressaram seu apoio ao rapper ao subir ao palco para seus respectivos sets. Outros artistas como Big Sean, Skepta, G-Eazy, 6lack, Kreayshawn, A-Trak, Alison Wonderland, SpaceGhostPurrp, Lupe Fiasco, Kaytranada e Mike Dean também expressaram seu apoio ao rapper nas redes sociais. No meio da repercussão do incidente, PnB Rock foi retirado da programação do festival e substituído por Kreayshawn. McCartney e A Boogie oficialmente encerraram a disputa dois dias depois, através de uma ligação telefônica iniciada por Kilo Curt da falecida Thizz Entertainment de Mac Dre. Ambos os artistas foram ao Twitter para anunciar o fim da disputa.

## Discografia Selecionada
- 2009 - I'm Thraxx[77]
- 2009 - 6 Kiss
- 2010 - Paint
- 2010 - Rain in England
- 2010 - Evil Red Flame
- 2011 - Angels Exodus
- 2011 - I'm Gay (I'm Happy)
- 2012 - Choices and Flowers
- 2012 - Tears 4 God

### Filmografia
- 2015 - Basedworld